# القائد الأعلى للقوات المسلحة
القائد الأعلى للقوات المسلحة لقب يُطلق على كل من يقود الجيش في بلد ما، وعادة يكون رئيس أو حاكم أو ملك أو سلطان ذلك البلد وهذا اللقب يخول له التحكم في كل أركان الجيش وعادة ما يُساعده في ذلك قادة الأركان المارشالات والجنرالات.

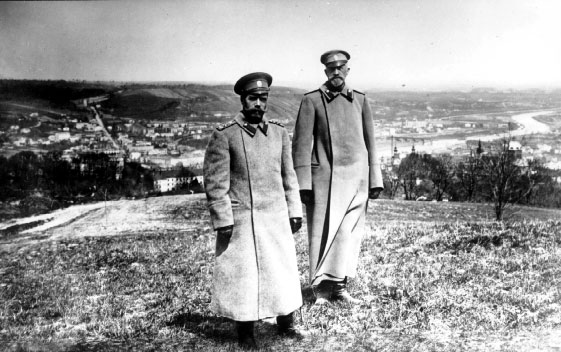
القيصر الروسي نيقولا الثاني القائد الأعلى للقوات المسلحة في روسيا ويظهر إلى جانبه الجنرال والدوق الأكبر نيكولاس نيكولايفيتش.